# 金城孝祐
金城 孝祐（かねしろ こうすけ、1985年4月9日 - ）は、日本の小説家。神奈川県出身、東京都小平市在住。

## 経歴
武蔵野美術大学入学後は絵画を学ぶが、野田秀樹作、蜷川幸雄演出の「白夜の女騎士」を観て、三年生の時に演劇をはじめる。2013年、「教授と少女と錬金術師」（応募時タイトル「完全な銀」）で第37回すばる文学賞受賞。

## 著作

### 単行本
- 『教授と少女と錬金術師』（集英社、2014年2月）
  - 『すばる』2013年11月号